# كريستيان روبيو سيفوديدوف
كريستيان روبيو سيفوديدوف (بالسويدية: Christian Rubio Sivodedov)‏ (7 نوفمبر 1997 بسوندسفال في السويد - ) هو لاعب كرة قدم سويدي في مركز الوسط. شارك مع منتخب السويد تحت 17 سنة لكرة القدم ومنتخب السويد تحت 19 سنة لكرة القدم. أما مع النوادي، فقد لعب مع نادي يورغوردينس.

## روابط خارجية
- كريستيان روبيو سيفوديدوف على موقع اتحاد السويد (السويدية)
- كريستيان روبيو سيفوديدوف على موقع قاعدة بيانات كرة القدم.إي يو (الإنجليزية)
- كريستيان روبيو سيفوديدوف على موقع Soccerway.com (الإنجليزية)
- كريستيان روبيو سيفوديدوف على موقع عالم كرة القدم.نت (الإنجليزية)
- كريستيان روبيو سيفوديدوف على موقع AS.com (الإسبانية)